# Gerhard Zandberg
Pour les articles homonymes, voir Zandberg.
Gerhardus Zandberg couramment appelé Gerhard Zandberg (né le 23 avril 1983 à Pretoria) est un nageur sud-africain en activité spécialiste des épreuves de dos (50 m). Champion du monde du 50 m dos en 2007, il compte trois autres médailles planétaires dans cette même épreuve.

## Biographie
Gerhard Zandberg se révèle en 2002 par une troisième place sur 50 m dos obtenue aux Jeux du Commonwealth. L'année suivante, il remporte deux victoires aux Championnats d'Afrique et se hisse en haut de la hiérarchie mondiale sur cette même épreuve. Lors des Championnats du monde 2003 organisés à Barcelone, il obtient la médaille de bronze du 50 m dos derrière l'Allemand Thomas Rupprath et l'Australien Matt Welsh. Cette même année, le Sud-africain établit deux nouveaux records continentaux sur 50 et 100 m dos. En 2004, il participe aux Jeux olympiques organisés à Athènes mais est éliminé sur 100 m dos lors des demi-finales. Il termine en effet au treizième rang en demi-finale et seuls les huit premiers participent à la finale. Le meilleur performeur mondial de l'année sur 50 m dos ne peut disputer cette épreuve aux Jeux puisqu'elle ne figure pas au programme olympique. C'est pourtant dans cette épreuve qu'il obtient ses meilleurs résultats comme lors des Jeux du Commonwealth de 2006 lors desquels il monte une nouvelle fois sur le podium, sur la troisième marche.
En 2007, il remporte le titre mondial du 50 m dos en s'imposant devant le détenteur du record du monde, l'Allemand Rupprath. Il termine par ailleurs à la sixième place du 100 m dos (la meilleure performance de sa carrière) puis termine par deux fois au pied du podium sur les relais 4 × 100 m nage libre et 4 × 100 m quatre nages. En 2008, il participe pour la deuxième fois aux Jeux olympiques mais est éliminée en demi-finale du 100 m avec le onzième temps global. Il participe également à la finale du relais 4 × 100 m quatre nages mais termine septième avec ses coéquipiers Cameron van der Burgh, Lyndon Ferns et Darian Townsend, ce malgré un nouveau record d'Afrique. Lors des Championnats du monde 2009, il ne conserve pas son titre au 50 m mais remporte une troisième médaille consécutive en terminant troisième derrière le Britannique Liam Tancock et le Japonais Junya Koga.

## Palmarès

### Championnats du monde

#### Grand bassin
- Championnats du monde 2003 à Barcelone (Espagne) :
  -  Médaille de bronze du 50 m dos (25 s 07)
- Championnats du monde 2007 à Melbourne (Australie) :
  -  Médaille d'or du 50 m dos (24 s 98)
  - 4e au titre du relais 4 × 100 m nage libre (3 min 14 s 77)
  - 4e au titre du relais 4 × 100 m quatre nages (3 min 35 s 92)
  - 6e du 100 m dos (54 s 59)
- Championnats du monde 2009 à Rome (Italie) :
  -  Médaille de bronze du 50 m dos (24 s 34)
- Championnats du monde 2011 à Shanghai (Chine) :
  -  Médaille de bronze du 50 m dos (24 s 66)

#### Petit bassin
- Championnats du monde 2008 à Manchester (Royaume-Uni) :
  -  Médaille de bronze du 50 m nage libre (21 s 33)

### Championnats d'Afrique
- Championnats d'Afrique 2002 au Caire (Égypte) :
  -  Médaille d'argent du 50 m dos (26 s 43)

### Jeux africains
- Jeux africains de 2007 à Alger (Algérie) :
  -  Médaille d'or du 50 m dos (25 s 68)
  -  Médaille d'or du 100 m dos (56 s 53)
  -  Médaille d’or du relais 4 × 100 m nage libre
  -  Médaille d’or du relais 4 × 100 m quatre nages

## Records

### Records personnels
Ces tableaux détaillent les records personnels de Gerhard Zandberg en grand bassin au 2 août 2009.
| Épreuve   | Temps   | Compétition                      | Lieu         | Date       |
| 50 m dos  | 24 s 34 | Championnats du monde 2009       | Rome, Italie | 02/08/2009 |
| 100 m dos | 53 s 75 | Jeux olympiques de 2008 (séries) | Pékin, Chine | 10/08/2008 |